# Vector (album de Haken)
Pour les articles homonymes, voir Vector.
Albums de Haken
Affinity
(2016) Virus
(2020)
Singles
1. The Good Doctor
Sortie : 31 août 2018
2. Puzzle Box
Sortie : 28 septembre 2018
3. A Cell Divides
Sortie : 19 octobre 2018

Vector est le cinquième album studio du groupe britannique de metal progressif Haken, sorti le 26 octobre 2018 sous le label InsideOut Music.

## Liste des titres
| 1.    | Clear           | 1:50  |
| 2.    | The Good Doctor | 3:56  |
| 3.    | Puzzle Box      | 7:43  |
| 4.    | Veil            | 12:35 |
| 5.    | Nil by Mouth    | 6:51  |
| 6.    | Host            | 6:45  |
| 7.    | A Cell Divides  | 4:57  |
| 44:37 |                 |       |